# Walter Dix (Agrarwissenschaftler)
Walter Dix (* 7. November 1879 in Rhaunen (Hunsrück); † 1. März 1965 in Wiesbaden) war ein deutscher Pflanzenbauwissenschaftler. Von 1924 bis 1934 leitete er das neugegründete Institut für Pflanzenbau und Pflanzenzucht an der Christian-Albrechts-Universität zu Kiel.

## Leben
Dix studierte Landwirtschaft in Bonn und promovierte 1911 an der Universität Gießen mit einer Dissertation über die Betriebsorganisation der Landwirtschaft am Niederrhein. Anschließend war er für einige Jahre als Saatzuchtleiter in privaten Pflanzenzuchtbetrieben tätig. Seit 1921 leitete er die Ackerbau- und Saatzuchtabteilung der Schlesischen Landwirtschaftskammer in Breslau. 1924 folgte er einem Ruf als ordentlicher Professor an die Universität Kiel. Als Nachfolger von Hermann Rodewald wurde er Direktor des neu geschaffenen Instituts für Pflanzenbau und Pflanzenzucht.
Fast elf Jahre lang hat Dix an der Universität Kiel nicht nur den Pflanzenbau und die Pflanzenzüchtung, sondern alle Fachgebiete der Pflanzenproduktion vertreten. Von seinen Forschungsarbeiten sind besonders Untersuchungen über das Verhalten von Phosphatdünger im Boden hervorzuheben. Gedankenreiche Beiträge hat er über die Weidewirtschaft publiziert. Als seine bedeutendste Veröffentlichung auf dem Gebiet der Pflanzenzüchtung gilt das 1931 erschienene Buch Praktische Pflanzenzucht auf theoretischer Grundlage.
Am 26. Januar 1934 wurden Dix’ Vorlesungen massiv durch Nationalsozialisten gestört, woraufhin er die Vorlesung abbrechen musste. Sowohl die nationalsozialistische Studentenschaft als auch die Landesbauernschaft forderten seine Entlassung. Im April 1934 ließ sich Dix auf eigenen Wunsch beurlauben und wurde 1935, nach Beendigung des Landwirtschaftsstudiums an der Universität Kiel, emeritiert. Von 1936 bis 1938 lehrte er am Institut für Pflanzenbau und Pflanzenzüchtung der Landwirtschaftlichen Hochschule Yüksek Ziraat Enstitüsü (YZE), in Ankara. Nach dem Krieg kehrte er aus der Türkei zurück und nahm seinen Wohnsitz in Eltville am Rhein. Zuletzt lebte er in Wiesbaden.

## Schriften (Auswahl)
- Untersuchungen über die Betriebsorganisation der Landwirtschaft am Niederrhein. Diss. phil. Gießen 1911. Zugl.: Arbeiten der Deutschen Landwirtschafts-Gesellschaft H. 185, Teil 2, Berlin 1911.
- Das Wesen der Dauer- und Wechselweide. In: Neuzeitliche Maßnahmen zur Erhöhung der landwirtschaftlichen Produktion. Verlag Ferdinand Hirt, Breslau 1929. Zugl.: Veröffentlichungen der Schleswig-Holsteinischen Universitätsgesellschaft Nr. 22.
- Praktische Pflanzenzucht auf theoretischer Grundlage. Verlag von J. Neumann, Neudamm 1931.
- Die Sterilisation des Bodens mit Hilfe des elektrischen Stromes. In: Wissenschaftliches Archiv für Landwirtschaft Abt. A, Archiv für Pflanzenbau Bd. 10, 1934, S. 172–190.
- Das Klima des Rheingaus und der Qualitätsweinbau. In: Zeitschrift für Acker- und Pflanzenbau Bd. 93, 1951, S. 33–44.